# 安德烈亚斯·冯·埃廷斯豪森
安德烈亚斯·弗赖赫尔·冯·埃廷斯豪森（Andreas Freiherr von Ettingshausen，1796年11月25日—1878年5月25日）德国数学家和物理学家。
埃廷斯豪森在维也纳时期早期研究哲学和法律哲学。在1817年，他进入维也纳大学讲授数学和物理。在1819年，他获得因斯布鲁克大学的物理学教授身份，并于1821年获得维也纳大学的高等数学教授身份。当时他在维也纳大学的演讲标志着一个新的时代，它们被发表于1827年2卷。他于1834年成为物理学主席。
埃廷斯豪森设计了第一个电机，其中应用了用于发电的电磁感应原理。他推动了光学的发展，同时编写了一本物理学教科书。他的演讲方法是具有广泛影响力的。此外，他编写了一本有关组合数学方面的书(1826年，维也纳)。他于1866年退休。
其中，他在数学方面产生的深远影响是他引进的用于二項式係數的符号{\displaystyle {\tbinom {n}{k}}}，该符号为(x+1)n利用二项式定理展开后，单项xk的二项式系数，同时，该符号可以更一般的表示，一个n个元素集合中有k个元素子集的个数。